# Autafond
Autafond est une localité et une ancienne commune suisse du canton de Fribourg, située dans le district de la Sarine.

## Géographie
Selon l'Office fédéral de la statistique, l'ancienne commune d'Autafond mesurait 242 ha. 3,7 % de cette superficie correspond à des surfaces d'habitat ou d'infrastructure, 66,3 % à des surfaces agricoles et 30,0 % à des surfaces boisées.
Le 1er janvier 2016, Autafond a fusionné avec sa voisine de Belfaux.

## Démographie
Selon l'Office fédéral de la statistique, Autafond compte 71 habitants en 2022. Sa densité de population atteint 29 hab./km2.
Le graphique suivant résume l'évolution de la population d'Autafond entre 1850 et 2008 :